# 自由の声
自由の声（じゆうのこえ）は、対北放送の一つ。

## 概要
韓国国防部が、軍事境界線の非武装地帯に設置している拡声器を使用して北朝鮮に向けて放送を行うもの。南北関係の状況により放送が中断される時期があった（略歴参照）。
韓国へ亡命した複数の元北朝鮮外交官らは、拡声器から流れる韓国の歌とニュースが北朝鮮軍兵士に与える影響は大きいと評価している。
対する北朝鮮側も、自国民に視聴させないために、機井洞（宣伝村）に巨大な拡声器を設置して、韓国側に向けて宣伝放送を流していた。

## 略歴
- 1962年：放送開始。
- 1972年：南北共同声明発表により、南北関係（対北朝鮮関係）を考慮して放送を中断。
- 1980年：放送再開。
  - 2004年6月4日：第2回将官級軍事会談において、同年6月15日から軍事境界線における全ての宣伝活動を中止することで合意。
- 2004年6月14日：放送終了。
- 2010年5月24日：天安沈没事件を受け、FM放送版の同「自由の声」(2008年4月開始の短波放送「自由の声」との関連性は無し)を、103.1MHzと107.3MHzにて18:00（KST）より再開(同FM放送について、中波放送への切換を作戦として準備中の旨、2010年10月5日韓国国防部金泰栄長官による発言があった）。
- 2015年：拡声器放送再開。
- 2018年4月：南北首脳による板門店宣言に基づき、拡声器を撤去。この時点では固定式が24台、移動式が16台設置されていた[2]。
- 2024年
- 6月9日：北朝鮮による「汚物を乗せた気球」に対抗するために、同日より拡声器による放送を再開[3]。再開初日は、K-POPやニュース、北朝鮮の天気予報が流された[4]。
- 10月21日：北朝鮮軍のウクライナへの派兵を、北朝鮮国内で報道されていない段階で伝えた[5]。
- 2025年
  - 6月11日：拡声器放送を中止。[6]